# Inner Secrets
Inner Secrets je deveti studijski album skupine Santana, ki je izšel leta 1978. Album označuje začetek faze v karieri Carlosa Santane, ko se je odmaknil od zmesi latina, rocka, jazza in bluesa ter se usmeril bolj v smer rocka. Kvaliteta albuma je zato med poslušalci zelo sporna. Skladbi »Stormy« in »One Chain (Don't Make No Prison)« sta hit singla. Na Nizozemskem je kot singl izšla skladba »Well All Right« in se kot 22. uvrstila med top 40.
Pred snemanjem albuma je skupino zapustil klaviaturist Tom Coster, nadomestila pa sta ga klaviaturist Chris Rhyne ter kitarist Chris Solberg.
Večina CD izdaj albuma Inner Secrets vsebuje drugačno verzijo skladbe "One Chain (Don't Make No Prison)" kot jo vsebuje LP plošča. Dolžina te verzije je 7:10, originalna dolžina pa znaša 6:13.
Edini skladbi, ki nista izšli kot singla sta »Dealer/Spanish Rose« in »The Facts of Love«.
Fotografijo članov skupine na naslovnici albuma je posnel Norman Seeff. Na prednji strani so Carlos Santana, Pete Escovedo, Raul Rekow in Greg Walker, na zadnji strani pa so Armando Peraza, Graham Lear in Chris Ryne.

## Priredbe na albumu
Album vsebuje štiri priredbe:
- »Dealer« del skladbe »Dealer/Spanish Rose« je priredba skladbe »Dealer«, skupine Traffic, ki je izšla na njihovem albumu, Mr. Fantasy (1967).[7]
- »One Chain (Don't Make No Prison)« je priredba skladbe »One Chain Don't Make No Prison«, skupine Four Tops, ki je izšla na njihovem albumu, Meeting of the Minds (1974). Izšla je tudi kot single.[8]
- »Well All Right« je priredba skladbe »Well... All Right«, Buddyja Hollyja, ki je leta 1958 izšla na b-strani singla »Heartbeat«, leta 1969 pa jo je priredila skupina Blind Faith in je izšla na njihovem edinem albumu Blind Faith.[9][10]
- »Stormy« je priredba istoimenske skladbe, skupine Classics IV, ki je leta 1968 izšla kot single.[11]

## Seznam skladb
| Stran 1 | Stran 1                            | Stran 1                      | Stran 1 |
| Št.     | Naslov                             | Pisec                        | Dolžina |
| ------- | ---------------------------------- | ---------------------------- | ------- |
| 1.      | „Dealer/Spanish Rose‟              | Jim Capaldi/Carlos Santana   | 5:50    |
| 2.      | „Move On‟                          | Santana, Chris Rhyne         | 4:27    |
| 3.      | „One Chain (Don't Make No Prison)‟ | Dennis Lambert, Brian Potter | 6:13    |
| 4.      | „Stormy‟                           | Buddy Buie, James Cobb       | 4:45    |

| Stran 2 | Stran 2                  | Stran 2                                                         | Stran 2 |
| Št.     | Naslov                   | Pisec                                                           | Dolžina |
| ------- | ------------------------ | --------------------------------------------------------------- | ------- |
| 1.      | „Well All Right‟         | Norman Petty, Buddy Holly, Jerry Allison, Joe B. Mauldin        | 4:09    |
| 2.      | „Open Invitation‟        | Santana, Lambert, Potter, Greg Walker, David Margen             | 4:45    |
| 3.      | „Life Is a Lady/Holiday‟ | Lambert/Santana                                                 | 3:47    |
| 4.      | „The Facts of Love‟      | Lambert, Potter                                                 | 5:28    |
| 5.      | „Wham!‟                  | Santana, Graham Lear, Armando Peraza, Raul Rekow, Pete Escovedo | 3:24    |

| Ponovna izdaja na zgoščenki | Ponovna izdaja na zgoščenki        | Ponovna izdaja na zgoščenki              | Ponovna izdaja na zgoščenki |
| Št.                         | Naslov                             | Pisec                                    | Dolžina                     |
| --------------------------- | ---------------------------------- | ---------------------------------------- | --------------------------- |
| 1.                          | „Dealer/Spanish Rose‟              | Capaldi/Santana                          | 5:50                        |
| 2.                          | „Move On‟                          | Santana, Rhyne                           | 4:27                        |
| 3.                          | „One Chain (Don't Make No Prison)‟ | Lambert, Potter                          | 7:13                        |
| 4.                          | „Stormy‟                           | Buie, Cobb                               | 4:45                        |
| 5.                          | „Well All Right‟                   | Petty, Holly, Allison, Mauldin           | 4:09                        |
| 6.                          | „Open Invitation‟                  | Santana, Lambert, Potter, Walker, Margen | 4:45                        |
| 7.                          | „Life Is a Lady/Holiday‟           | Lambert/Santana                          | 3:47                        |
| 8.                          | „The Facts of Love‟                | Lambert, Potter                          | 5:28                        |
| 9.                          | „Wham!‟                            | Santana, Lear, Peraza, Rekow, Escovedo   | 3:24                        |

## Osebje

### Glasbeniki
- Greg Walker – solo vokal
- Carlos Santana – kitara, spremljevalni vokal
- Chris Solberg – kitara, spremljevalni vokal
- Chris Rhyne – klaviature
- David Margen – bas
- Graham Lear – bobni
- Armando Peraza – tolkala, spremljevalni vokal
- Raul Rekow – tolkala, spremljevalni vokal
- Pete Escovedo – tolkala

### Produkcija
- Norman Seeff – oblikovanje, fotografija